# Forchhammeria sessilifolia
Forchhammeria sessilifolia är en tvåhjärtbladig växtart som beskrevs av Standley. Forchhammeria sessilifolia ingår i släktet Forchhammeria och familjen Stixaceae. Inga underarter finns listade i Catalogue of Life.